# 趙璉
趙璉（？—1353年），字伯器，元朝许州襄城人，赵宏伟之孙。
元英宗至治元年（1321年）进士，授嵩州判官。后任汴梁路祥符县尹，入朝为国子助教，出任湖广行省左右司郎中、杭州路总管。官吏佩服他明察决断而不敢欺骗。浙江徭役重，坊正里正多破产。赵琏建议以属县坊正为雇役，里正用田赋来均衡。浙江人感觉很便利。因为有政绩，召为吏部侍郎，历任中书左司郎中、礼部尚书、参议中书省事，出为山北辽东道廉访使。至正十一年（1351年），为淮南江北行省参知政事，镇守扬州，改镇真州。至正十三年（1353年），张士诚以泰州降元，他移镇泰州。张士诚再次反元，攻陷泰州、兴化后，他率兵在泰州围剿，被擒获后杀害。其弟趙琬。